# Eve Palmer
Evelyn Mary „Eve“ Palmer (verheiratet Eve Jenkins; * 20. Februar 1916 in Somerset East, Kapprovinz; † 25. Oktober 1998 in Pretoria) war eine südafrikanische Journalistin, Botanikerin, Naturschützerin und Autorin.

## Leben
Palmer war das zweite Kind des Farmer-Ehepaars Clifford George und Kate Palmer, geborene Uglig. Sie wuchs auf der Farm Cranemere in der Großen Karoo auf. Ab 1936 absolvierte sie ihr Studium am University College London im Bereich des Journalismus, das sie 1938 mit einem Diplom abschloss. Im Anschluss führt sie eine Reise durch Nordamerika durch, über die sie in der Zeitung Capetown News berichtete. Nach ihrer Rückkehr nach Südafrika arbeitete sie als Journalistin für die Zeitungen The Rhodesia Herald und Pretoria News. Im März 1950 heiratete sie den Journalisten und späteren Schriftsteller Geoffrey Jenkins (1920–2001), mit dem sie in Pretoria lebte. Aus dieser Ehe ging der Sohn David hervor. Als Herausgeberin des Magazins Veldtrust des Umweltschutzverbandes National Veld Trust, für das sie auch einige Artikel schrieb, konzentrierte sie sich auf botanische Themen, da sie überdurchschnittliche Kenntnisse auf diesem Gebiet besaß. Sie war Mitglied verschiedener botanischer Gesellschaften, darunter in der Botanical Society of South Africa, die sie 1978 mit der Bolus Medal für ihre Arbeit über einheimische Baumarten auszeichnete, in der Royal Society of South Africa, im National Veld Trust, in der  Wildlife Society of Southern Africa (heute Wildlife and Environment Society of South Africa), in der Royal Horticultural Society sowie in der Royal National Rose Society. 
Palmer wurde insbesondere als botanische Autorin geschätzt und erhielt 1986 den Recht Malan Prize für ihr Sachbuch The South African Herbal. Bekanntheit erlangte sie jedoch durch ihre im Jahr 1966 veröffentlichten Kindheitserinnerungen The Plains of Camdeboo.

## Schriften
- mit Norah Pitman: Our Land, 1950
- mit Norah Pitman: Trees of South Africa, 1961
- The Plains of Camdeboo, 1966
- mit Norah Pitman, Rhona Collett (Illustratorin), Geoffrey Jenkins (Fotografien): Trees of Southern Africa, 1972
- mit Rhona Collett (Illustratorin): A Field Guide to the Trees of Southern Africa, 1972, 2. Auflage 1977
- mit Geoffrey Jenkins: The Companion Guide to South Africa, 1978
- mit Brenda Clarke (Illustratorin): The South African Herbal, 1985
- mit Brenda Clarke (Illustratorin): Under the Olive: A Book of Garden Pleasures, 1989
- mit Brenda Clarke (Illustratorin): Return to Camdeboo: A Century's Karoo Foods and Flavours, 1992
- mit Brenda Clarke (Illustratorin): A Gardener’s Year, 1995